# Friskytte
 Der er for få eller ingen kildehenvisninger i denne artikel, hvilket er et problem. Du kan hjælpe ved at angive troværdige kilder til de påstande, som fremføres i artiklen.

Den generelle betegnelse friskytte og den specifikke skandinaviske betegnelse snaphane er to benævnelser på danske våbenføre mænd som 1563-1680 frivilligt bekæmpede den svenske krigsmagt, respektive spredt terror blandt såvel svenskere som danskere. De kæmpede især i Skånelandene, men også i det vestensundske Danmark og i Norge. Ordet "snaphaner" er i svensk historieskrivning ofte synonymt med banditter og mordere. Men det store flertal var friskytter, som indrulleredes i tusinder og inddeltes i militære enheder, friskyttekompagnier, og burde være behandlet som regulære enheder. Men svenskerne betragtede dem som fredløse og henrettede dem på de mest bestialske måder ved spidning på pæle eller radbrækning. Da friskytterne selv skulle betale for deres udstyr inklusive hestene, kunne mange af økonomiske årsager ikke lade sig hverve som "Kongens Frijschøtter". Den fattige del af befolkningen samt skovenes fredløse og kriminelle manglede mulighed for at blive optaget i friskyttekompagnierne. Disse opererede også i krigen, nogle gange med samme hensigter som friskytterne, men ofte i rent kriminelle former, mod loyale skåninger, medløbere, svenskere og danskere hver anden. Så havde hvert sogn også sine lokale partisanenheder, som ikke var direkte organiseret i friskytterkorpset, men kun opererede mod de svenske besættere og deres medskyldige. 
Den væbnede civile modstand mod svenskerne fødtes under Den Nordiske Syvårskrig 1563-70 og fortsatte under Horns krig 1644-45 og kulminerede i den store folkerejsning i Skånske Krig 1675-79.
For at få en anelse om, hvor stor modstanden mod svenskerne var i Skånelandene, kan man sammenligne med modstandsbevægelsen i Danmark under anden verdenskrig. Den engagerede 2 % af befolkningen, og i Skånelandene var under Skånske Krig 1676-79 hele 6 % af en befolkning på ca. 300.000 involveret i modstandskampen mod de ubudne gæster.
I november-december 1678 blev følgende "Troupen der freishützen" registreret: Malmøe lehn - Captain Hans Severin; LCrone lehn (Landskrona) - Jens Jensen; Helsingborg lehn - Captain Jens Nelsen Wisman, Lieutenant Peder Christoffersen; Nørre herred (Norra Åsbo) - Peder Larsen; B: oc søndre herred (Bjäre og Södra Åsbo) - Eskel Nelsen; Cstad und bleking (Kristianstad og Blekinge) - Captain Simon Andersen, Lieutenant Thue Krop, Captain Mogens Mogensen, Cornet Anders Peersen; Øster gønge herred - Captain Nels Andersen; Westre gønge - Captain Har Haagen (Aage Mogensen), Major Hindrich Aagesen Pflug, Lieutenant Casper Duwe.
Sthen Jacobsen beretter i Den Nordiske Kriigs Krønicke om de bestialske straffe, som ramte fange snaphaner eller andre, som satte sig op i mod det svenske herredømme. "Når svenskerne i denne vinter (1678-79) fik fat i nogle snaphaner, plagede de disse på en frygtelig måde. Først brændte man deres fodsåler med glødende jern. Derefter stødte man en spiddet pæl så langt op i endetarmen på dem, at den kom ud ved næsen. Derefter sømmede man dem fast til et træ og lod dem hænge der, til de døde."
Etter krigen fik blandt andet de berømte friskytter Jacob og Simon Wesseltoft et fristed i Norge.

## Friskyttekompagniers ruller bevaret i Rigsarkivet i København
Friskyttekompagnier, hvis ruller er bevaret i Rigsarkivet i København som er blevet grundigt gennemgået af professor Knud Fabricius, historikeren Uno Röndahl og forfatteren og præsten Anders Hedwall . Mere end tredive kompagnier af frivillige organiseret med Christian V's fuldmagter som kæmpende enheder er dokumenteret, men rullerne bevaret i rigsarkivet er:
"Casparus Dues Compagnie Friskøtter. Capiteininen self er af fienden spidset", rulle af den 18 marts 1680. Kompagniet blev hovedsagelig rekrutteret fra grænseområderne mellem Skåne og Blekinge. 
"Aff Bliging" (Blekinge) under kommando af "Capitain Jens Andersen af Gimssø Sogen" (Gemsø/Jämshög) . Friskyttekompagniet var tidligere under ledelse af "Nills Eengellsen i Nedreby Sogen" (NetterbyNättraby ). 
De blegingsche Compagnie Friskötter, med Capitein Hanns Bentsen fra Gammelstrup (Gammalstorp), "34 mand, ere af fienden aflifuede och ligger nu paa steiler och jyfl". København 15/3 1680. 
Det blegingske friskyttekompagni på Bornholm. (Mønstringsruller 15/3 og 26/4 1680), Capitein Jens Keldsøn. 
Sturkø Sogn friskyttekompagni, (mønstringsrulle 12/5 1680) Capitein Joen Svendsen, før Skånske Krig sognekaptajn og lendsmand på Sturkø. Størstedelen af kompagniets mandskab anses som sådan for at have tilhørt den fastboende bondebefolkning i Sturkø, den største af Blekingeøerne.
Rigtig Rulle och Mandtal offuer det Schonsche National Regiment friskøtter, under kommando af Aage Monsen Harlof, ruller af 18/10 1679 og 27/2 1680. Regimentschefen Aage Monsen var tidligere chef over Vester Gønge friskyttekompagni. 
Vester Gønge Herreds Compagnie, mønstringsrulle 20/1 1677. Lieutenant Aage Monsen Harlof. 
Vester Gønge Herreds Compagnie mønstringsrulle 18/10 1679, Captein Olluf Pedersøn, bonde "af Vestre Giønge herred". 
Øster Gønge herreds friskyttekompagni: "Rigtig Rulle och Mandtal paa mitt underhaffuende Compagnie af Øster Giønge herred", mønstringsrulle 18/10 1679 og 27/2 1680 i København. Captein Niels Andersen, i landsflugt på Sjælland 1679. 
Munstringsrulle paa mit underhaffuande Compagni aff de Schonsche Frischøtter. Mønstringsrulle 18/10 1679 og 27/2 1680. Capitein Simon Andersen, oprettet og organiseret indenfor Gers herred . I løbet af krigen blev dette så suppleret med folk fra naboherrrederne, hvilket også tydeligt fremgår af de den dag i dag bevarede kompagniruller på rigsarkivet i København. 
Jens Jensens Kompagni. Som kan ses af mønstringsrullen 27/2 1680 kom størstedelen af kompagniet fra Stehave/Stehag  (Onsø herred) og nabosogne. Jens Jensens friskyttekompagni opererede hovedsageligt i Midtskåne. 
Eskild Nielsens friskyttekompagni fra 1677 til 1680 . Opererede på Bjerre-halvøen og i Kullen og kæmpede endda til søs mod svenskerne. 
Børringeklosters friskyttekompagni 1677-1680, Captain Knud Espersen Bøg, som var en af de tidligste til at engagere sig i den skånske modstandsbevægelse, allerede i april 1677 nævnes han som løjtnant og chef for Børringeklosters friskyttekompagni. Opererede for det meste i Midtskåne.
Nørre Asbo  herred friskyttekompagni ifølge mønstringsruller med mere 1677-80. Capitein Peder Laursøn, født i Vandsted i Bjerre herred.  
Luggude herreds friskyttekompagni, mønstringsruller 18/10 1679 og 27/2 1680. Capitein Peder Christophersen. Hovedsagelig rekrutteret fra Luggude herred, det vil sige Kullen og Helsingborg-området. 
Ritmester Hendrik Fredrick Dreiers Compagnie friskytter, mønstringsruller årene 1677-79. Capitein Hendrik Fredrik Derier, på stejle og hjul 1679. Lieutnant Hans Severin (1677) spiddet på en pæl i februar 1679. Opererede hovedsageligt på sletterne i Malmø-området. 
Jens Vismands kompagni friskytter, ruller 1677-78. Tilhørte Helsingborg Len, med virksomhed i hjemlenet og i det sydlige Halland. 
Severins fra Børringe friskyttekompagni, mønstringsruller mangler, men rapporter og andre data findes fra 1677 til 1679, Capitein Hans Severin.
Nicolaus Hermansens friskyttekompagni, ruller rapporter etc 1677-78, major Nicolaus Hermansen.

## Friskyttekompagnier som mangler overlevende ruller i rigsarkivet, men er veldokumenterede
Øvrige friskyttechefer mangler overlevende militærruller i rigsarkivet, men er ikke desto mindre veldokumenterede:
Lille Madsis parti.
Tage Bøgs friskyttekompagni.
Thue Manssøns friskyttekompagni - der er en fuldmagt fra Christian V 7/6 1677.
Niels Tommesen Tidemands friskyttekompagni. Opererede på Hallands Ås og i det sydlige Halland.
Peder Nielsen, ifølge en rapport til det danske hovedkvarter 31/3 1677 var Peder Nielsen leder af en lokal styrke, der opererede i Glimager/Glimåkra og Ørkened.
Ubbe paa Frisholmen, Bonde på en gård i nuværende Frösboholma/Frisholmen i Vittsjö/Vidsø sogn. En dansk adelsmand, fik kaptajnsfuldmagt, hvorefter han samlede en stor flok "ligesindede", som han blev "fører" af. De gjorde "stor skade på den svenske hær ved at angribe transporter, der var på vej fra Sverige til hæren i Skaane”. Oplysningerne er dateret til sidste del af 1676. To år senere faldt Ubbe og dermed blev kompagniet opløst. Der er rejst en statue til hans ære i dag i Vidsø. 
Jens Ubbesen. Leder af en lokal partisanenhed, som blandt andet deltog i beslaglæggelsen af den svenske krigskasse (den samlede svenske krigsbudget) i Loshult/Løsholt  24/6 1676. Jens Ubbesen faldt i kamp mod svenskerne uden for Holje by (i dag Olofström).
Ole Bjørnsen Bonde fra Lille Holje i Gemsø/Jämshög  sogn, leder af grænselandsbyernes modstand, som om nødvendigt kunne samle omkring 500 bønder. Ole Bjørnsen døde i kamp, ifølge en melding, på vestsiden af søen Ørlunden i sit hjemsogn. Traditionen overbringer at han fik sit sidste hvilested "på en bakke ikke langt fra Gemsø by". Bakken er ukendt i vor tid.
Peder Reuchter Omtales 30/8 1677 da han med "en Folk Friskytter" gik over rigsgrænsen og ind i Småland via Markaryd hvor han beslaglagde hele 1.300 slagtedyr tilsigtet den svenske hær, og førte dem ligt cowboyss fra den bedste Vilde vestern-film (Lars Lindeberg gør sammenlignelsen i bogen Arvefjenden fra 1985  ) til den den danske hærs hovedkvarter i Landscrone.  Måneden før, den 20/7 nævnt som kvartermester og leder af et friskyttekompagni i Hishult/Hisholt  i Halland.
Peer Stenssøn Nævnes i slutningen af 1676, som en af lederne fra Gønge, der stod i spidsen for store bondemønstringer med den opgave at vanskeliggøre forbindelserne mellem Sverige og den svenske hær i Skåne.
Mikkel Mørch Ridefoged i Øster herred i Blekinge, omtalet som leder for en styrke af 200 mand den 23/8 1676.
Peder Pederssøn. "Herredsmand" og bonde i Hønjerum i Ousby/Osby  sogn, rejste søndag den 9. juli 1676 oprørsflaget på kirkebakken i Osby og var dengang chef for en hjemmeværnsstyrke på omkring 500 mand for at afværge svenske angreb i hjemstavnen.

## Berømte friskytter
- Bent Mogensen
- Svend Poulsen (Gøngehøvdingen)
- Mikkel Pedersen Gønge
- Caspar Due
- Eskild Nielsen (Kapten Eschell)
- Hans Severin (Hans Sörensen/Kapten Severin)
- Aage Monsen Harloff (Hare-Ågen)
- Niels Andersen
- Peder Laursen
- Anders Pedersen
- Simon Andersen (Simon Böse/TullsagraSimon/Simen Snapphane)
- Peder Christophersen
- Knud Espersen Bøg
- Henrik Frederik Dreyer
- Jens Nielsen Vismand
- Ingemand Philipsen
- Mads Olsen (Lille Mads)
- Nicolaus Hermansen (Nikolaj Hermansön)
- Ubbe Simonsen
- Niels Tommesen Tidemand
- Pieter Sthen (Peter Stensen)
- Jacob Wesseltoft
- Hans Mand
- Claus Wildschött
- Bendix Clausen (Kapten Bendix)